# جنی آلن
جنی آلن (۱۱ سپتامبر ۱۹۵۲ – ۲۵ ژوئیه ۲۰۲۳) یک روزنامه‌نگار، مقاله‌نویس، نویسنده، گوینده و شخصیت رسانه‌ای اهل آفریقای جنوبی بود.
در سال ۱۹۸۰، آلن به عنوان مقاله‌نویس روزنامه میانه‌رو ساندی تایمز، پرتیراژترین روزنامه هفتگی آفریقای جنوبی، شروع به کار کرد. او مقاله‌هایی مانند فقط جنی، هفته جنی آلن و رو در رو منتشر می‌کرد. در سال ۱۹۸۷، آلن در نظرسنجی گالوپ که توسط یک روزنامه برای جمع‌آوری داده‌ها دربارهٔ «تحسین‌شده‌ترین شخص در آفریقای جنوبی» برگزار شد، در صدر انتخاب‌ها قرار گرفت.
در سال ۲۰۱۵، ماریان تام از دیلی مَورِیک جنی آلن را به عنوان «نویسنده و مقاله‌نویس تأثیرگذار کشور» توصیف کرد.
پس از مدت کوتاهی فعالیت در دفتر لندن روزنامه‌اش، جنی آلن شروع به نوشتن مقالات آزاد برای نشریات بریتانیایی کرد و یک ستون منظم برای اسکوپ منتشر می‌کرد. او در سال ۱۹۹۶ به آفریقای جنوبی بازگشت و یک ستون وب حمایتی منتشر کرد و در رادیوی کیپ تاک برنامه‌ای اجرا کرد.
پس از وقفه‌ای طولانی، در سال ۲۰۱۳ به رسانه‌های آفریقای جنوبی بازگشت. در سال ۲۰۱۴، آلن با انتشار یک نامه سرگشاده به اسکار پیستوریوس، که به اتهام قتل متهم شده بود، در سراسر جهان خبرساز شد. خاطرات او با عنوان جنی محرمانه در ۱۶ مارس ۲۰۱۵ توسط Jacana Media منتشر شد.
او به صورت آزاد برای نشریات آفریقای جنوبی مانند راپور، دیلی مَوریک، فیر لیدی و بیگ ایشو آفریقای جنوبی می‌نوشت. علاوه بر این، گهگاهی برای اپوک تایمز و RT (که قبلاً با نام راشا تودی شناخته می‌شد) نیز می‌نوشت. جنی آلن از سال ۲۰۰۱ تا زمان وفاتش بر اثر سرطان در سال ۲۰۲۳، در ایالات متحده زندگی می‌کرد.

## اوایل زندگی
پدرخوانده او که ویراستار روزنامه روزانه استار در ژوهانسبورگ بود، زمانی که جنی ۱۸ ماهه بود، فوت کرد. مادر او یک معامله‌گر آثار عتیقه بود و مغازه‌ای در رندبرگ داشت. جنی توسط هنینگ و شوهر دومش والتر اریک-مونتیت فرای تربیت شد. این زوج سه فرزند دیگر را نیز به فرزندخواندگی پذیرفتند که یکی از آن‌ها جنی را مورد آزار جنسی قرار داد.
خانواده ابتدا در رندبرگ زندگی می‌کردند و سپس به برایانستون در سندتون نقل مکان کردند. جنی در مدرسه ابتدایی فرانکلین دی. روزولت در روزولت پارک، ژوهانسبورگ، و همچنین در مدرسه ابتدایی بلیرگوری در رندبرگ تحصیل کرد، جایی که یکی از همدوره‌هایش نویسنده ریان ملان بود.
جنی آلن در مدرسه رودین تحصیل کرد و از دبیرستان گرین‌ساید فارغ‌التحصیل شد.
او یک پیانیست کلاسیک آموزش‌دیده بود و در کودکی یک کنسرتوی پیانو تلویزیونی ضبط کرد. همچنین در سن ۱۰ سالگی اولین اجرای خود را با ارکستر سمفونیک ژوهانسبورگ انجام داد.
جنی آلن مدرک کارشناسی افتخاری خود را در رشته هنرهای زیبااز دانشگاه ویتواترزرند دریافت کرد و همچنین یک دیپلم تدریس پس از فارغ‌التحصیلی (H.E.D.) را نیز در این دانشگاه کسب نمود.
نمایشگاهی که توسط مایکل دی مورگان، گوینده خبری بریتانیایی، افتتاح شد و منتقد هنری و نقاش آبرنگ، ریچارد چیلز، نیز در آن حضور داشت.
جنی آلن مدرک کارشناسی افتخاری خود را در رشته هنرهای زیبا از دانشگاه ویتواترزرند دریافت کرد و همچنین یک دیپلم تدریس پس از فارغ‌التحصیلی (H.E.D.) را نیز در این دانشگاه کسب نمود.
نمایشگاهی که توسط مایکل دی مورگان، گوینده خبری بریتانیایی، افتتاح شد و منتقد هنری و نقاش آبرنگ، ریچارد چیلز، نیز در آن حضور داشت.